# Henri Vandenberghe
Henri Vanden Berghe (Werken, 31 oktober 1848 – Brugge, 17 april 1932) was een Belgische geestelijke. President van het grootseminarie in Brugge, vicaris-generaal en kanunnik van het Sint-Salvatorskapittel.

## Levensloop
Henri Vanden Berghe werd op 31 oktober 1848 geboren in Werken in West-Vlaanderen. Zijn ouders waren Bruno Vandenberghe en Victoria Van Coillie, landbouwers met een aanzienlijk grote boerderij in het oostelijke deel van Werken. Bruno Vandenberghe was voorzitter van de kerkraad van de Sint-Martinuskerk (Werken). 
Vanden Berghe werd priester gewijd op 21 december 1872. In oktober van dat jaar trok hij naar de Leuvense Universiteit. Op 25 januari 1875 werd hij hoogleraar kerkelijk recht aan het Grootseminarie van Brugge. Op 28 juli 1885 werd hij benoemd tot hoogleraar en voorzitter van het Pauscollege te Leuven.
Op 29 april 1889 werd hij president van het grootseminarie van Brugge en kanunnik-theologaal. Drie weken later werd hij lid van de bisschoppelijke raad, en diezelfde zomer werd hij benoemd tot professor honorarius te Leuven. In 1907 werd Henri Vanden Berghe vicaris-generaal van het bisdom Brugge, aartsdiaken van het kapittel op 26 februari 1910.
In juni 1914 werd hij bestuurder van de Zusters Predikheeressen (klooster Engelendale).
Henri Vanden Berghe overleed te Brugge op 17 april 1932.

## Publicaties
- Luris ecclesiastici publici, 1889.
- L'Église et l'État: principes qui régissent leurs rapports mutuels, 1889.
- M. le chanoine Henri Vanden Berghe, professeur honoraire de la Faculté de théologie, 1895.